# Szélespikkelyű csiperke
A szélespikkelyű csiperke (Agaricus lanipes) a csiperkefélék családjába tartozó, Európában honos, lomberdőkben, füves helyeken élő, ehető gombafaj.

## Megjelenése
A szélespikkelyű csiperke kalapja 4-9 (13) cm széles, alakja domború, később széles domborúan, laposan kiterül, közepe általában kissé púpos. Alapszíne világos, de felszínét barna, szálas pikkelyei teljesen beborítják. 
Húsa piszkosfehér, halványbarna, sérülésre nem változik vagy kissé vörösödik, a tönk tövében sárgul. Szaga a keserűmandulára emlékeztet, íze nem jellegzetes.
Lemezei szabadon állnak. Színük eleinte halványrózsaszín, idősödve előbb vörösbarnára, majd sötétbarnára változnak. 
Tönkje 6-10 cm magas és 1-2 cm vastag. Töve kissé bunkósan megvastagodott. Kettős gallérja keskeny, fehéres, barnás vagy sárgásbarnás színű. A gallér alatt a tönk fehéres vagy barnás színű, gyapjas-nemezes felületű. 
Spórapora bíborbarna vagy feketésbarna. Spórája 5,5-6,5 x 3,5-4,5 µm-es.

### Hasonló fajok
Az erdei csiperkével, a kétspórás csiperke barna példányaival vagy a fiatal óriás csiperkével lehet összetéveszteni.

## Elterjedése és termőhelye
Európában honos. 
Kertekben, parkokban, lombos erdőkben, tápanyagokban gazdag talajon él. Kora nyártól őszig terem. 
Ehető gomba.